# Ha'il
Ha'il er en by i det nordlige Saudi-Arabien med et indbyggertal 310.897 (2010). Byen er hovedstad i landets Ha'il-provins. Befolkningen beskæftiger sig primært med landbrug, især med fokus på korn, dadler og frugt.